# 平井由太郎
平井 由太郎（ひらい よしたろう、1864年7月26日（元治元年6月23日） - 1933年（昭和8年）3月27日）は、日本の政治家、衆議院議員（1期）。

## 経歴
奈良県出身。漢籍を学ぶ。農業を営み、白銀村(現・五條市)長、吉野郡会議員、奈良県会議員、同常置委員、同参事会員となる。また、地方衛生会員、勧業諮問会員、地方教育会員、地方森林会議員、土木調査会員を務めた。
1903年の第8回衆議院議員総選挙において奈良県郡部から立憲政友会公認で立候補して当選した。衆議院議員を1期務め、1904年の第9回衆議院議員総選挙で落選した。1933年に死去した。